# Assemblée populaire des peuples de Oaxaca
 (août 2008).
Si vous disposez d'ouvrages ou d'articles de référence ou si vous connaissez des sites web de qualité traitant du thème abordé ici, merci de compléter l'article en donnant les références utiles à sa vérifiabilité et en les liant à la section « Notes et références ».
 (décembre 2008).
L'Assemblée populaire des peuples de Oaxaca (APPO, en espagnol Asamblea Popular de los Pueblos de Oaxaca) est une coalition d'organisations syndicales, sociales, politiques et de communautés indigènes. Qui s'est formée le 27 juin 2006 à la suite de la tentative de délogement des autorités de l'État de Oaxaca de la place principale de la ville de Oaxaca de Juárez qu'ils occupaient selon eux pacifiquement depuis le 22 mai 2006. 
L'objectif de l'APPO est la mise en place d'une démocratie du peuple participative au niveau des institutions locales. La condition sine qua non de l'arrêt de l'insurrection d'Oaxaca (en cours au 21 décembre) est d'obtenir la démission d'Ulises Ruiz Ortiz, gouverneur de l'État de Oaxaca, motivée en particulier sur la base d'accusations de malversations, en vue d'appuyer la campagne de Roberto Madrazo Pintado du Partido Revolucionario Institucional à l'élection présidentielle de 2006. L'APPO est candidate à l'exercice d'un pouvoir de type nouveau, basé sur un programme de réforme et sur des forces armées concurrentes de l'État en place (voir la section revendications).
Quant aux méthodes d'action, aucune n'est exclue, et historiquement l'APPO s'est engagée dans des manifestations et occupations pacifiques et le boycottage de la fête traditionnelle du Lunes del Cerro (Guelaguetza), car organisée et financée par le gouvernement de l'État. Certains de ses membres ont cependant participé, pendant la période insurrectionnelle de l'État de Oaxaca et sa répression, à des incendies de bâtiments publics, des luttes contre les forces de l'ordre. 
Le 10 avril 2008, 70 000 intégrants de la section 22 du syndicat SNTE se sont mis en grève. Ils ont organisé des marches dans tout l'État pour exiger de leur direction nationale le lancement d'une convocation sans conditions pour le renouvellement de son comité régional (section 22 = Oaxaca). Des réclamations ont été émises contre la section 59 avec laquelle la section 22 est en conflit. Plus d'1,3 million d'élèves de 14 000 établissements n'ont pas eu de cours,.

## Composition
Dépassant le cadre d'une grève d'enseignants de la section 22 du syndicat SNTE, la coalition s'est formée à partir de 365 associations de base parmi lesquelles des syndicats, des groupes de paysans et d'indigènes, ainsi que des mouvements de femmes.
Parmi les organisations composantes, on trouve entre autres :
1. Consejo Indígena del Pueblo de Oaxaca-Ricardo Flores Magón (CIPO-RFM)
2. Comité de Defensa de los Derechos del Pueblo (CODEP)
3. Front populaire révolutionnaire (FPR)
4. Organisation indigène pour la défense des droits de l'homme à Oaxaca (OIDHO)
5. Movimiento Unificada de Lucha Trici Independientes (MULTRI)
6. XANICA
7. Oaxaca Nueva Ciudadania

La coordination de l'ensemble étant assurée par des réunions mensuelles dans la capitale.

## Revendications
- En congrès, les résolutions décidées par l'APPO concernent notamment la reconnaissance des droits des communautés indigènes à l'autonomie (en violation de la Constitution de 1917) l'égalité des sexes au pays des machos, la représentation politique, l'opposition au néolibéralisme et au Plan Puebla-Panamá (projet de l'ancien président Vicente Fox), la demande à un programme d'enseignement alternatif, ainsi que la mise en place de médias gérés collectivement.

- Le manifeste du 15 septembre 2006 de l'APPO appelle à la mise en place d'une « force organisée du peuple qui apporte des solutions à ses demandes, qui veille à ce que la fonction publique s'exerce dans la transparence en respectant toutes les populations, et qui impulse une démocratie du peuple apportant une véritable participation populaire dans la prise des décisions ».

## Critiques
- L'organisation a été sévèrement critiquée au sein du Mexique pour ses méthodes violentes, spécialement dans le blocage de la ville d'Oaxaca de Juárez, qui a virtuellement arrêté toute l'activité économique de la ville lui causant des pertes pour plus de 450 millions de dollars. Lors du délogement des effectifs de l'APPO de la part de la Police fédérale, des manifestants ont incendié plusieurs monuments et bâtiments publics, dont certains faisaient partie de la Liste du patrimoine mondial. Les vandales et les pilleurs n'ayant rien à voir avec une revendication politique honorable profitèrent des événements pour mettre à sac une grande partie de la ville au grand dam de la population.

- L'APPO s'est caractérisée par des luttes de pouvoir intestines.

- L'APPO a aussi empêché la réalisation du festival de la Guelaguetza (qui signifie en zapotèque échange réciproque de cadeaux et de services) ou fiestas del Lunes del Cerro, devenue avec le temps et le tourisme de masse une manifestation commerciale et une source de revenus mais aussi de rivalités entre communautés villageoises, cette fête qui remonte au XVIe siècle est donnée en hommage à la ville d'Oaxaca et consiste en la réunion de représentants des sept régions traditionnelles soit Valles centrales, la Sierra Juarez, la Cañada, Tuxtepec, la Mixteca, la Costa et isthme de Tehuantepec de l'État d'Oaxaca. Lorsque la commémoration du décès du premier président indigène du pays, Benito Juárez, tombe un lundi 18, la fête est reportée d'une semaine par respect pour lui.

- Le fait que des étrangers soient intervenus dans des affaires concernant un des États mexicains a été très mal perçu dans le pays et a sans doute desservi la cause de l'APPO.

- La lutte menée par la section 22 du SNTE contre le gouverneur membre du PRI a momentanément affaibli ce parti membre de l'internationale socialiste et discrédité une partie importante de la gauche aux yeux de la population, celle-ci pouvant voter pour les démocrates chrétiens du PAN, qui lui promettent plus de sécurité et de garanties pour les personnes et les biens.

- Les parents d'élèves ont émis des critiques à l'égard des professeurs affiliés au SNTE dont le statut est particulièrement privilégié, par exemple trois mois de salaire de primes par an (aguinaldo) alors que la Loi Fédérale sur le Travail dans son article 85 n'en prévoit que quinze ainsi que trois mois de vacances payées alors que la même loi dans son article 76 ne prévoit que six jours. 1,3 million d'élèves ont été privés de cours durant plus de six mois. Les parents qui le purent envoyèrent leurs enfants dans les écoles des États voisins[5].